# Arbreda de Can Frigola
L'arbreda de Can Frigola és un indret del municipi de Fontcoberta a la comarca catalana del Pla de l'Estany. Es troba a uns 155 m d'altitud, al sud de Fontcoberta, a la confluència de la riera de Caganell i la riera de la Farga.